# Фердинанд Мюллер
Фердинанд Мюллер (нім. Ferdinand von Mueller, Ferdinand Jacob Heinrich Mueller, 30 червня 1825, Росток — 10 жовтня 1896, Мельбурн) — німецький натураліст, ботанік, географ XIX століття, за довгі роки багато сил доклав до вивчення природи Австралії.

## Шлях в науці
Навчався у Кільському університеті.
Подорожував у 1848 році по південній Австралії, був урядовим ботаніком Вікторії до 1855 року, супроводжував Авґустуса Ґреґорі в його топографічних експедиціях.
Згодом був директором Ботанічного саду в Мельбурні та за короткий час зробив цю установу однією із славнозвісних у своєму роді.
Він сам визначив 2000 рослин і отримав велику популярність у зв'язку з роботами по акліматизації культурних рослин.
Він був ініціатором масових насаджень евкаліптів у середземноморському регіоні та в усьому підтропічному поясі, вважаючи, що це сприяє поліпшенню клімату.

## Наукові праці
- Fragmenta phytographiae Australiae (Лейпциг, 1862–1881, I–IX)(лат.)
- Flora australiana (у співвавторстві із Бентамом, I–VII, 1863–1870)(лат.)
- Plants of Victoria (Мельбурн, 1860–1865)(англ.)
- The vegetation of the Chatham Islands (1864)(англ.)
- Eucalyptographia (1879–1882)(лат.)
- Select extratropical plants (1891)(англ.)